# Estádio Municipal Paulo Machado de Carvalho
Estádio Municipal Paulo Machado de Carvalho, mais conhecido por Estádio do Pacaembu ou simplesmente Pacaembu (possui o naming rights Mercado Livre Arena Pacaembu) é um estádio desportivo localizado na praça Charles Miller, no final da avenida Pacaembu, no bairro do Pacaembu, na zona central da cidade de São Paulo, no Brasil. Foi inaugurado na década de 1940 com capacidade para 70 mil espectadores e, na época, era considerado o mais moderno estádio da América do Sul.
Além do campo de futebol, parte mais conhecida, o local também abriga o Complexo Esportivo do Pacaembu, aberto gratuitamente aos cidadãos, que contém estruturas para atividades físicas variadas. Por fim, ali também está o Museu do Futebol, construído, literalmente, embaixo das arquibancadas do estádio. Pertencente à prefeitura da capital paulista, o Pacaembu pode ser alugado para a realização de eventos diversos.
No âmbito esportivo, sua principal utilização, o Sport Club Corinthians Paulista foi a equipe que mais atuou no local, tendo disputado 1 690 jogos. No entanto, após ter construído o seu próprio estádio, a Arena Corinthians, em 2014, o clube alvinegro reduziu drasticamente os jogos que manda no Pacaembu. Dessa forma, o estádio, que foi um dos principais palcos da Copa do Mundo de 1950, hoje sofre com a subutilização, já que os principais clubes da cidade possuem os seus próprios campos. O Palmeiras é a agremiação que mais vezes foi campeã no Pacaembu, somando 26 conquistas.
O estádio foi tombado pelo CONDEPHAAT, em 1998, em virtude de seu estilo Art Déco, característico da época em que foi construído.

## História

### Projeto e construção
Durante as décadas de 1920 e 1930, o futebol brasileiro passou por inúmeros problemas envolvendo o controle de sua gestão esportiva. Como consequência, houve alguns resultados aquém das expectativas para dirigentes, jogadores e torcedores nas principais competições de que a seleção brasileira participava. Dividida entre a CBD, Confederação Brasileira de Desportos, que defendia a prática do amadorismo, e a FBF, a Federação Brasileira de Futebol, organização que acreditava no desenvolvimento de um profissionalismo para a divulgação do esporte ao redor do mundo, a Seleção teve dois grandes fracassos nas primeiras edições da Copa do Mundo: sexta colocada em 1930, no Uruguai, e décima quarta na edição de 1934, na Itália.
Com sua consolidação após a promulgação da Constituição de 1934, o presidente Getúlio Vargas iniciou um projeto de apoio nacional aos esportes, que seriam responsáveis por representar a nação ao redor do mundo. Para ele, a construção de uma nação forte através do esporte seria uma forma de demonstrar a mudança do país.
Idealizada pela Prefeitura de São Paulo em 1936, a construção do Estádio do Pacaembu também estava inserida neste modelo de pensamento. Com início das obras no mesmo ano, o prefeito Fábio Prado e o governador Armando de Sales Oliveira participaram da cerimônia de lançamento da pedra fundamental da obra, na zona oeste da cidade, em janeiro. Com a instauração do regime do Estado Novo, em 1937, algumas mudanças foram realizadas no comando da obra, já que os projetos arquitetônicos do governo eram motivações para demonstrar a força do país. Comandante municipal a partir deste momento, Prestes Maia interrompeu o projeto, para que mudanças fossem implantadas, principalmente na ampliação do estádio e também nas colunas, semelhantes ao Estádio Olímpico de Berlim.

### Inauguração e primeiros anos

Inauguração do Estádio do Pacaembu, em 27 de abril de 1940. Mídia sob a guarda do Arquivo Nacional.

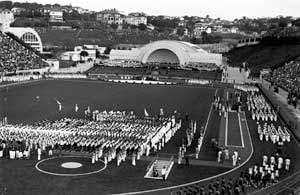
Estádio do Pacaembu no dia da inauguração. Ao fundo, detalhe da concha acústica

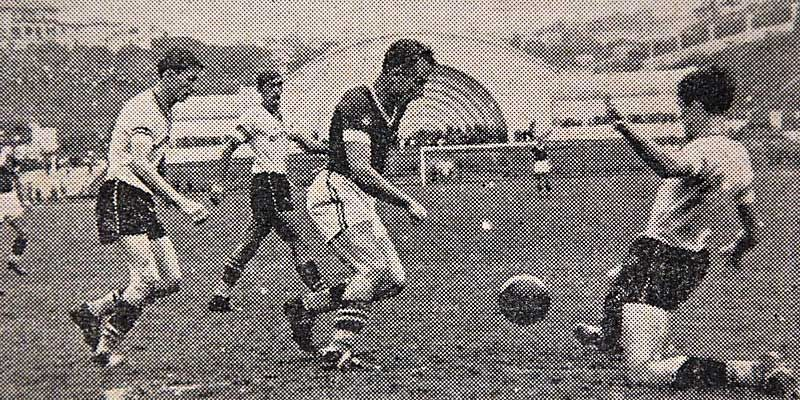
Concha acústica ao fundo, em foto da decisão da Taça Cidade de São Paulo entre Palestra Itália e Corinthians realizada em 1940

O Estádio Municipal Paulo Machado de Carvalho foi inaugurado em 27 de abril de 1940, com a presença do então presidente da República, Getúlio Vargas, acompanhado do interventor Ademar de Barros e do prefeito Prestes Maia. A obra também atuava como uma maneira de evidenciar o espírito presente no momento histórico de sua inauguração, buscando a fé do país e a busca pela grandeza da nação, atuando como símbolo de progresso ao Brasil.
Mais de 50 mil pessoas foram ao Pacaembu naquela tarde acompanhar a apresentação e os desfiles que marcaram a estreia do, na época, maior e mais moderno estádio sul-americano. Apesar de ser conhecido pela sua grande habilidade como orador, Getúlio Vargas foi recebido por uma sonora vaia pelo público paulistano. Depois de ter chegado ao poder com o Golpe de 30 sobre o então presidente paulista Washington Luís e ter, em seguida, reprimido a Revolução Constitucionalista de 1932, Vargas não era um personagem bem quisto em São Paulo.
Além das vaias, outra manifestação política foi feita pelo público presente. Durante o período da Ditadura Vargas, eram proibidas as ostentações das bandeiras estaduais, mas, durante os desfiles das delegações que representavam clubes da capital paulista, a do São Paulo entrou ostentando o nome e as cores do time, que são as mesmas do Estado de São Paulo. O estádio inteiro e os locutores de todas as rádios, revoltados com a censura, driblaram-na aplaudindo de pé a equipe, o que gerou o apelido de "O Mais Querido" ao clube.
No dia seguinte, 28 de abril de 1940, a política ficou de lado, dando espaço ao futebol. Foi nesta data que teve início, em rodada dupla, o torneio Taça Cidade de São Paulo, criado para inaugurar o Pacaembu. Com apenas quatro participantes — Palestra Itália, atual Sociedade Esportiva Palmeiras, Corinthians, Coritiba e Atlético Mineiro —, a competição era no formato eliminatório. Dois jogos na fase semifinal e os vencedores se classificavam à final.
A primeira partida foi disputada entre o Palestra Itália e o Coritiba. Com apenas dois minutos de bola rolando, Zequinha, do Coritiba, marcou o primeiro gol da história do Pacaembu. Apesar disso, o Palestra virou a partida e venceu por 6 a 2. Logo na sequência, o jogo foi entre o Corinthians e o Atlético Mineiro, vencido por 4 a 2 pelo clube paulista.
No final de semana seguinte, dia 4 de maio, o Palestra Itália entrou em campo para enfrentar o Corinthians na grande decisão da competição. Com gols de Echevarrieta e Luizinho, para o time palestrino, e de Begliomini, para o clube alvinegro, o Palestra venceu o rival paulistano por 2 a 1 e se tornou campeão.[carece de fontes?] Coincidentemente, o próprio Palmeiras é atualmente a agremiação que mais vezes foi campeã no Pacaembu, somando 26 conquistas.
Mas o primeiro time campeão no Pacaembu não foi nem Palestra, nem Corinthians.
No dia 1º de maio foi realizado o Torneio Relâmpago, envolvendo os demais clubes que normalmente disputavam o Campeonato Paulista: SPR, Portuguesa, São Paulo, Juventus-SP, Comercial, Santos, Hespanha, Portuguesa Santista e Ypiranga-AP. Os times se enfrentaram em jogos eliminatórios com duração de 20 minutos. A curiosidade ficou por conta do regulamento da competição, que previa que os dois finalistas se enfrentariam na preliminar da decisão do torneio de inauguração do estádio, dia 5 de maio. Mas em algum momento a organização optou por fazer uma final no próprio dia 1º de maio. Melhor parar a Portuguesa, que no fim do dia, ganhou por 3X0 do Juventus e ficou com o troféu, além da primazia de ser a primeira campeã do Pacaembu.
Dois anos depois, em 1942, o estádio recebeu seu maior público por mais três décadas, quando 71 281 pessoas se dirigiram ao local para assistir à partida entre São Paulo e Corinthians, que terminou empatada por 3 a 3, pelo Campeonato Paulista. Além do confronto contra o rival local, o jogo chamou a atenção do público por marcar a estreia de Leônidas da Silva, o Diamante Negro, no Tricolor Paulista. Craque da seleção brasileira na Copa do Mundo de 1938, o atacante era um dos principais nomes do esporte na época.
Antes da reforma para sediar os jogos da Copa do Mundo de 1950 a revista O Globo Sportivo publicou reportagem sobre o estádio, divulgando a capacidade oficial do Pacaembu como sendo para 55.041 espectadores no total, sendo dividida por setores da seguinte forma: 1 634 numeradas, 1 172 numeradas descobertas, 7 235 numeradas descobertas simples, quinze mil arquibancadas e trinta mil gerais, além de que o número de ingressos vendidos na estreia de Leônidas da Silva, contabilizou 63 291.
No dia 15 de outubro de 1950, logo após o local ser uma das sedes da primeira Copa do Mundo realizada em solo brasileiro, o Pacaembu se tornou o primeiro estádio do país a ter uma partida de futebol televisionada ao vivo; o primeiro jogo a ser exibido pela televisão brasileira, que até então era uma novidade no país, foi um clássico entre Palmeiras e São Paulo vencido pelo time alviverde por 2x0 válido pelo Campeonato Paulista daquele ano. O periódico Jornal de Notícias, à época, estampou em sua primeira página do dia seguinte: "Mais uma vitória da televisão".
O recorde de público da estreia de Leônidas só seria quebrado em 1977, quando o estádio já contava com arquibancadas adicionais, no "Tobogã". Em 25 de agosto, 67 543 pessoas pagaram ingresso para assistir a um jogo entre Corinthians e Ponte Preta, pelo Campeonato Paulista, além de 5 030 menores, totalizando 72 573 pessoas. Três meses depois, um contingente ainda maior de pessoas foi ao Pacaembu para um clássico entre Palmeiras e Santos pelo Campeonato Brasileiro: além das 68 327 pessoas que pagaram ingressos, outras 5 205 pessoas entraram com credenciais de menores, totalizando um público de 73 532 pessoas. Isso sem falar em outras duas mil pessoas que, estima-se, assistiram ao jogo penduradas em árvores, refletores e barrancos e outras cinco mil que teriam ido embora sem conseguir assistir ao jogo.

### Copa do Mundo de 1950

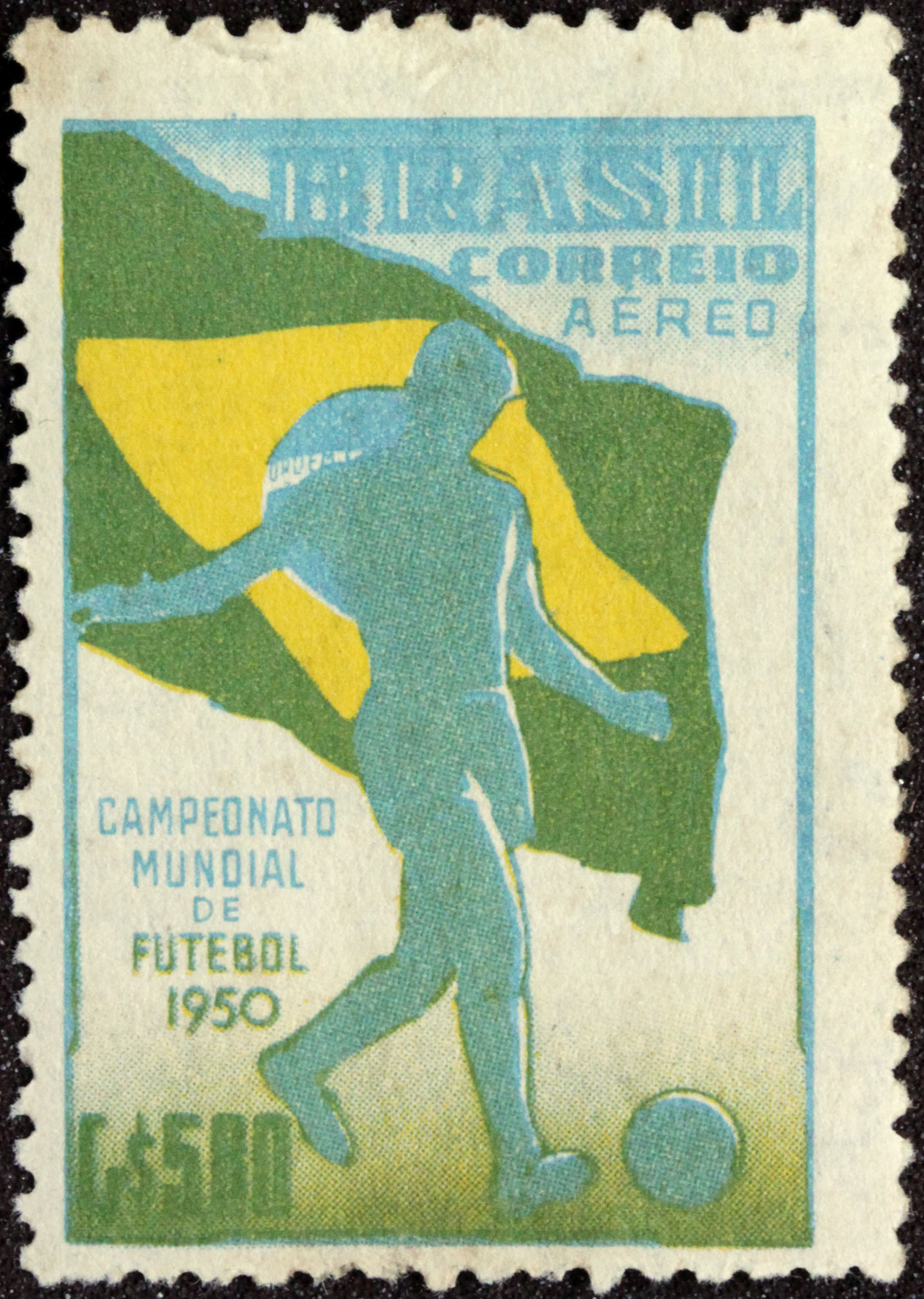
Selo da Copa do Mundo FIFA de 1950

Depois de um intervalo de doze anos, causado pela Segunda Guerra Mundial, decidiu-se que a quarta edição da Copa do Mundo voltaria para a América do Sul e seria disputada no Brasil. Ocorrida entre 24 de junho e 16 de julho, o torneio teve jogos realizados em Recife, Belo Horizonte, Rio de Janeiro, São Paulo, Curitiba e Porto Alegre. Na capital paulista, a sede da competição foi o Pacaembu. Ainda novo, acreditava-se na época que o estádio não precisaria passar por muitas obras para receber as seleções. A 23 dias do evento, no entanto, delegados da Fifa questionaram a infraestrutura e o local foi repaginado.
Depois de estrear no Maracanã, a seleção brasileira veio disputar o seu único jogo em São Paulo e acabou empatando com a Suíça, por 2 a 2. Com uma forte rixa entre cariocas e paulistanos, o técnico do Brasil, Flávio Costa, tinha o temor de que o seu time titular, recheado de atletas do Rio de Janeiro, fosse vaiado. Então, Costa decidiu mexer na equipe e colocou três atletas paulistas no time, Bauer, Ruy e Noronha. "(...) contra um time retrancado, o Brasil foi para o intervalo com 'apenas' 2 a 1 no placar. Na etapa final, o time se propôs a administrar o resultado e se deu mal diante dos cruzamentos suíços. Juve ainda chegou a evitar um gol olímpico, mas, a dois minutos do fim, Fatton empatou de novo. A seleção, além de sair de campo vaiada, mostrou dificuldades contra um time bem fechado na defesa." Apesar da pouca simpatia entre a seleção e os paulistanos, o Brasil conseguiu chegar até a final, disputada no Estádio do Maracanã. Franca favorita, a seleção canarinho saiu na frente aos dois minutos do segundo tempo, com gol de Ademir. Aos 21, no entanto, os uruguaios conseguiram o empate Schiaffino e viraram o placar aos 34, com Ghiggia. A derrota ficou conhecida como "Maracanazo" e é considerada por muitos a mais dolorosa do futebol nacional.
Foram disputados seis jogos no Pacaembu, três da fase inicial e mais três da fase finalː
- 25 de junho de 1950 - Grupo 3

| 15h00 | Suécia                                      | 3–2 | Itália                          | Arbitro: Lutz ( Suíça) Público: +36 000 |
|       | Jeppsson 25' · Andersson 33' · Jeppsson 68' |     | Carapellese 7' · Muccinelli 75' |                                         |

- 28 de junho de 1950 - Grupo 1

| 15h00 | Brasil                    | 2–2 | Suíça                   | Árbitro: Azon ( Espanha) Público: +42 000 |
|       | Alfredo 3' · Baltazar 43' |     | Fatton 17' · Fatton 88' |                                           |

- 2 de julho de 1950 - Grupo 3

| 15h00 | Itália                                  | 2–0 | Paraguai | Arbitro: Ellis ( Inglaterra) Público: +26 000 |
|       | Carapellese 12' · Egisto Pandolfini 62' |     |          |                                               |

- 9 de julho de 1950 - Fase final

| 15h:00 | Uruguai                  | 2–2 | Espanha                 | Arbitro: Griffths ( País de Gales) Público: +45 000 |
|        | Ghiggia 29' · Varela 73' |     | Basora 32' · Basora 39' |                                                     |

- 13 de julho de 1950 - Fase final

| 15h00 | Uruguai                               | 3–2 | Suécia                    | Arbitro: Galeati ( Itália) Público: +8 000 |
|       | Ghiggia 39' · Míguez 77' · Míguez 85' |     | Palmer 5' · Sundqvist 40' |                                            |

- 16 de julho de 1950 - Fase final

| 15h00 | Suécia                                    | 3–1 | Espanha   | Arbitro: van der Meer ( Países Baixos) Público: +11 200 |
|       | Sundqvist 15' · Mellberg 33' · Palmer 80' |     | Zarra 82' |                                                         |

### Mudança de nome

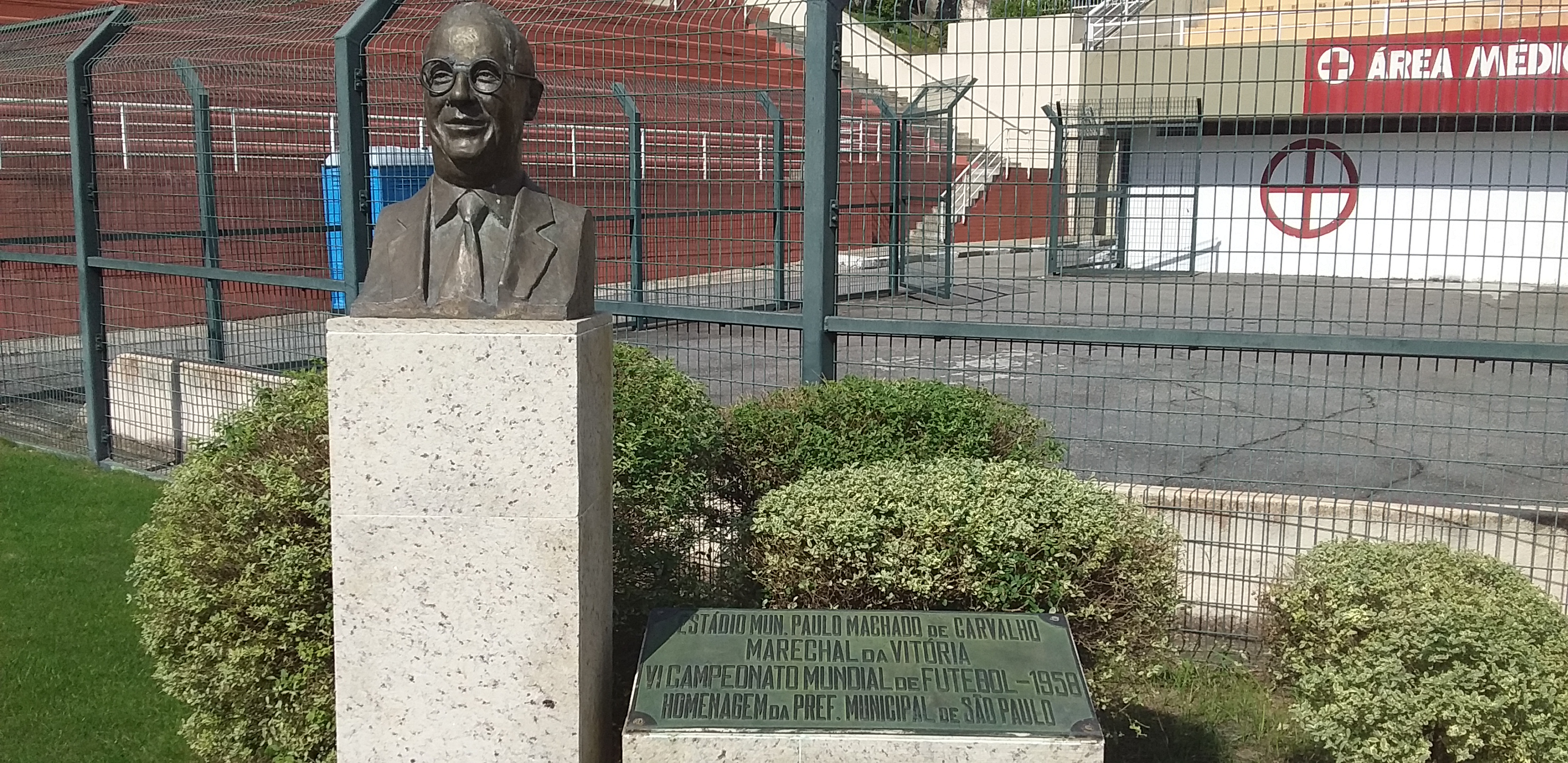
Busto de Paulo Machado de Carvalho localizado em frente ao setor do Tobogã. Em 1961, o estádio foi batizado com seu nome em sua homenagem.

Apesar de ser normalmente chamado de Pacaembu, foi em 1961 que o nome oficial do local passou a ser Estádio Municipal Paulo Machado de Carvalho. Isso ocorreu porque a Prefeitura de São Paulo quis homenagear o chefe da delegação brasileira da Copa do Mundo de 1958, que rendeu o primeiro título mundial de futebol ao país. Formado em Direito, a relação próxima de Paulo Machado de Carvalho com o futebol já havia começado dentro do São Paulo Futebol Clube, onde chegou a assumir o cargo de presidente entre 1946 e 1947.
Durante a Copa de 1958, Paulo ganhou destaque na final do torneio. Contra a Suécia, anfitriã da competição, o Brasil foi obrigado a jogar com uniforme azul. Preocupado com a superstição dos atletas, que disputaram todo o torneio com a camisa amarela, o chefe da delegação fez questão de dizer aos jogadores que a mudança traria sorte porque as novas roupas eram da mesma cor que o manto de Nossa Senhora Aparecida. Quatro anos depois, Paulo foi chefe da delegação da seleção que ganhou o bicampeonato mundial em 1962, o que lhe garantiu o apelido de "Marechal da Vitória".

### Jogos Pan-Americanos e reforma

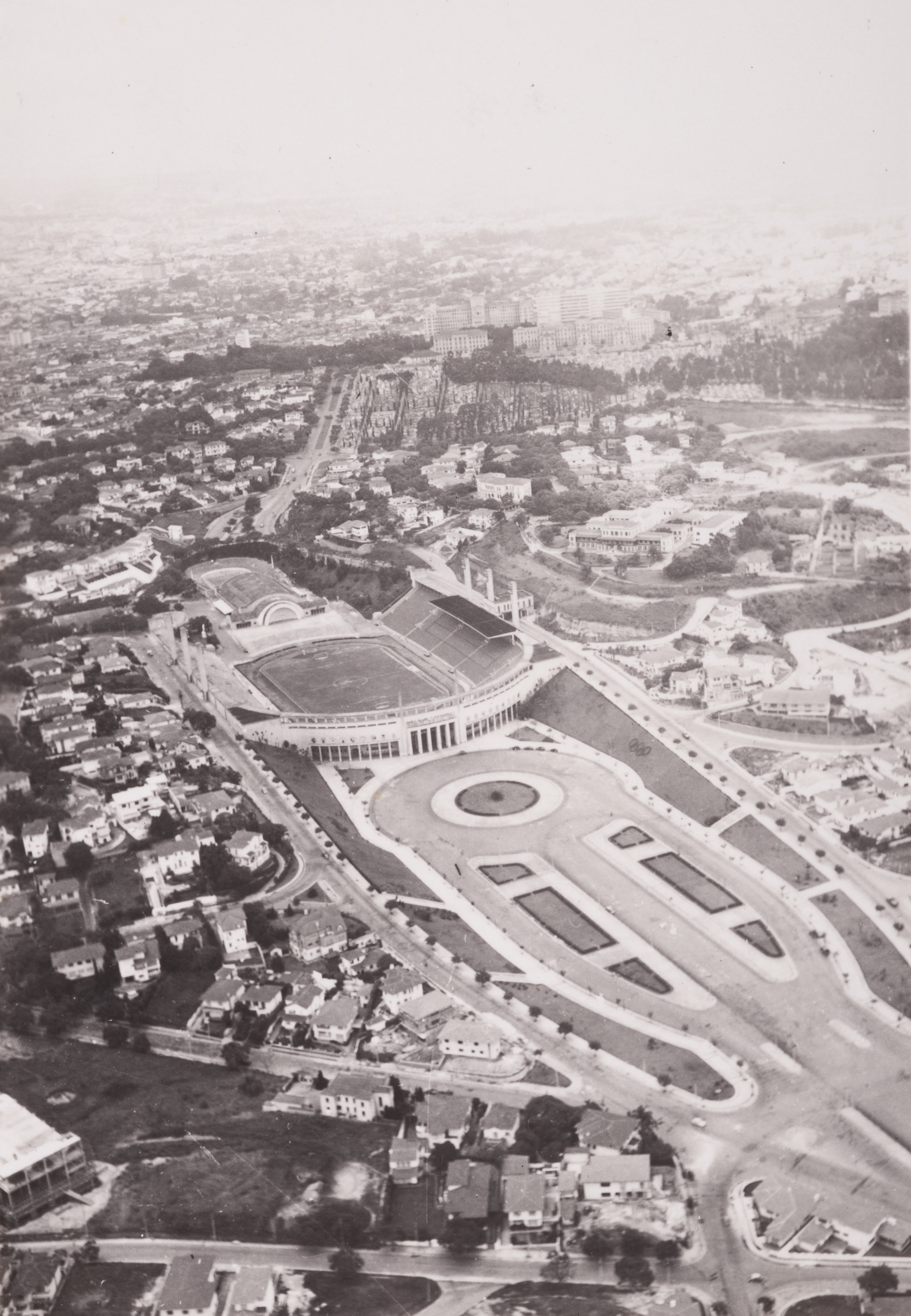
Estádio do Pacaembu, vista aérea

Outro evento esportivo de grande destaque realizado no Estádio do Pacaembu foi a disputa de parte dos Jogos Pan-Americanos de 1963, que teve a cidade de São Paulo como sede. Na ocasião, o estádio foi palco da cerimônia de abertura, das disputas da final do futebol e do atletismo, além da cerimônia de encerramento dos jogos.
Durante a gestão de Paulo Maluf, a concha acústica foi demolida (em 6 de setembro de 1969) e no seu lugar construído o "Tobogã", uma arquibancada com capacidade para, em média, dez mil pessoas. Atualmente, a capacidade do Estádio do Pacaembu é de 40 199 pessoas, distribuídas da seguinte forma: arquibancada setor amarelo (portão 3): 5 186 pessoas, arquibancada setor verde (portão 4): 5 226 pessoas, cadeira especial laranja (portões 9, 17 e 19): 6 467 pessoas, setor laranja família (portão 21): 2 447 pessoas, setor laranja visitante (portão 22): 2 450 pessoas, numerada setor azul (portões 8 e 20): 2 082 pessoas, numerada setor manga (portões 8 e 20): 4 364 pessoas, tobogã lado ímpar: 5 882 pessoas, tobogã lado par: 5 880 pessoas, setor tribuna de honra: 47 pessoas, setor imprensa leste: 42 pessoas, setor imprensa oeste: 126 pessoas.

### Concessão e reabertura

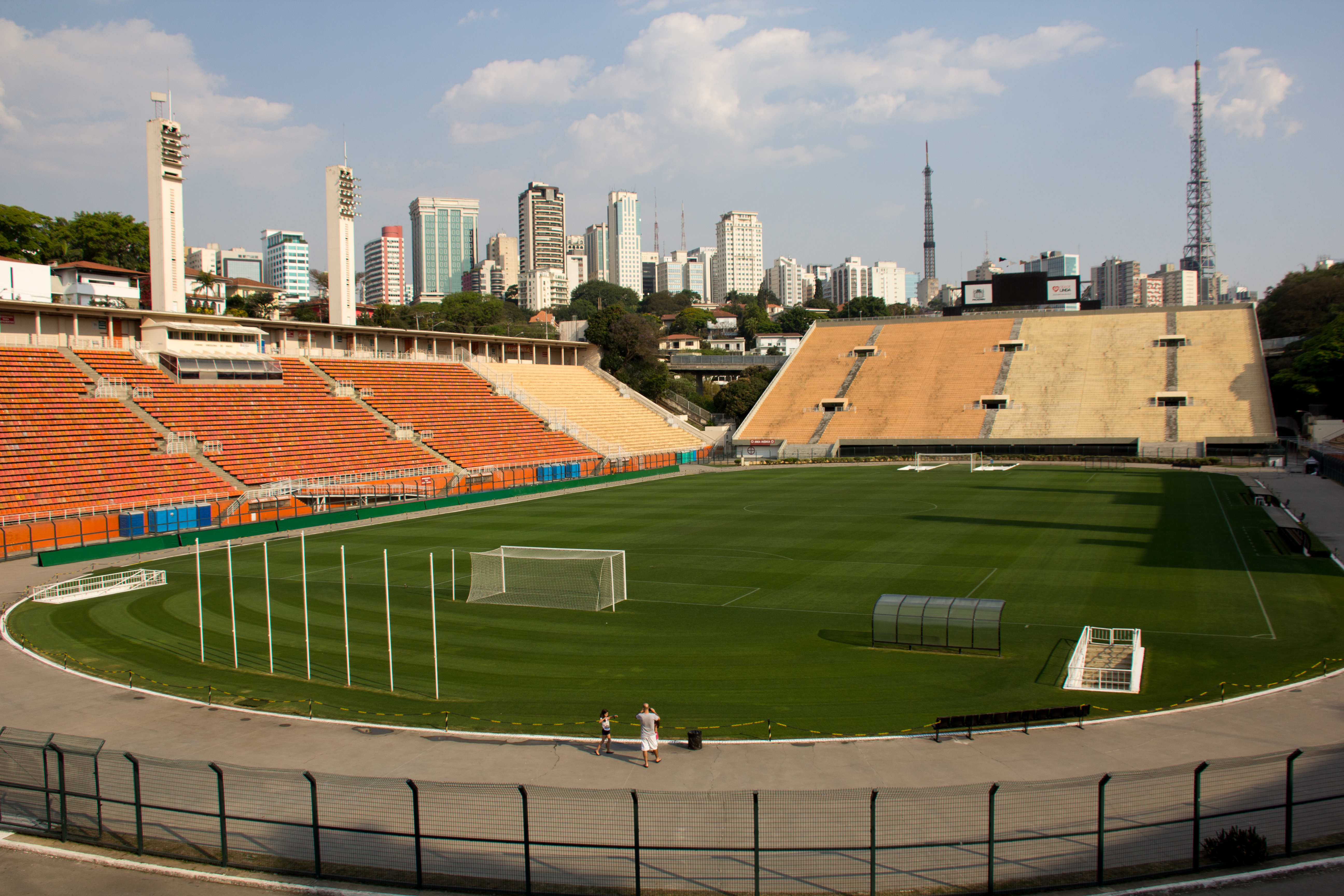
Vista do interior do estádio

Em 2017, o prefeito de São Paulo, João Dória, manifestou interesse em conceder o estádio à iniciativa privada, justificando com o fato de o estádio custar quarenta milhões de reais a cada quatro anos aos cofres públicos. Sua ideia é conceder o estádio de dez a quinze anos para alguma empresa que arque com os custos. Essa empresa não poderá mudar os "naming rights", mantendo o nome atual, e só poderá realizar no local partidas de futebol, sendo proibidos shows e eventos religiosos.
Em 2018, Doria afirmou que pretendia assinar em 2018 os contratos de concessão com empresas que ficarão responsáveis pelos parques, mercados, terminais de ônibus e Bilhete Único capital. A Câmara Municipal aprovou a concessão do Estádio do Pacaembu, que será concedido a autorização para ser repassado à iniciativa privada. A concessão será por 35 anos, e a prefeitura realiza um chamamento público para receber propostas e fixar as regras da concessão.
Em setembro de 2019, a prefeitura assinou a concessão do estádio para o Consorcio Patrimônio SP, depois nomeado de Allegra Pacaembu, liderado pela construtora Progen por 35 anos. A concessão aprovada envolve um projeto de reforma com instalação de cadeiras nas arquibancadas, a demolição do "tobogã" e sua substituição por um prédio com lojas e restaurantes. Assim a capacidade do estádio será reduzida para cerca de 26 mil.
O Estádio do Pacaembu, rebatizado de Mercado Livre Arena Pacaembu, reabriu suas portas após três anos fechado para reformas no dia 25 de janeiro de 2025. E o jogo que marcou a reestreia do Pacaembu foi um Clássico Majestoso, São Paulo e Corinthians, chegaram a final da Copa São Paulo de Futebol Junior, vencida pelo Tricolor, por 3 a 2, de virada, no dia em que o clube também comemorou seu aniversário de 95 anos.

## Características

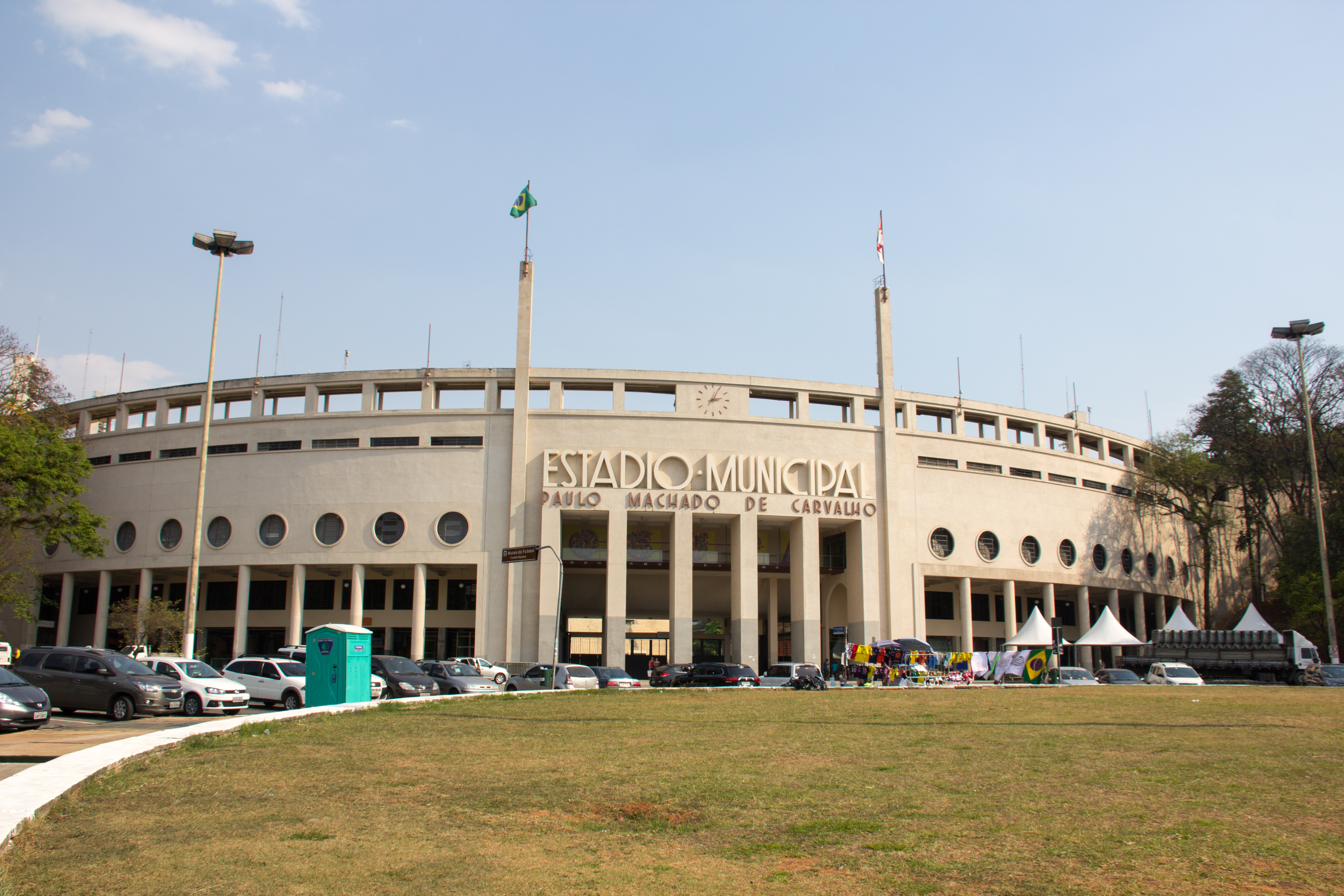
Vista da fachada do Pacaembu

Além do campo de futebol, o estádio abriga um conjunto poliesportivo que oferece várias atividades gratuitas para os paulistanos. Fazem parte deste conjunto a piscina, o ginásio de esportes, a quadra externa e ginásio de tênis, a pista de corrida (em volta do gramado), quadras cobertas no vão do Tobogã e uma quadra descoberta. O conjunto há anos recebe as finais das Olimpíadas Estudantis, organizadas pela Secretaria Municipal de Educação de São Paulo e pela FEDEESP.

### Museu do Futebol
Desde o ano de 2008, existe no interior do estádio o Museu do Futebol, uma homenagem à cidade onde foi introduzido o esporte bretão no Brasil, por meio do paulista Charles Miller - descendente de ingleses e escoceses — e que é homenageado com o nome da praça em frente ao estádio. O museu apresenta diversos itens sobre a história do futebol, incluindo gols e narrações históricas, camisas de jogadores e história das Copas do Mundo. além de organizar diversas atividades esportivas, educativas e oficinas.

## Eventos

### Esportivos

#### Futebol

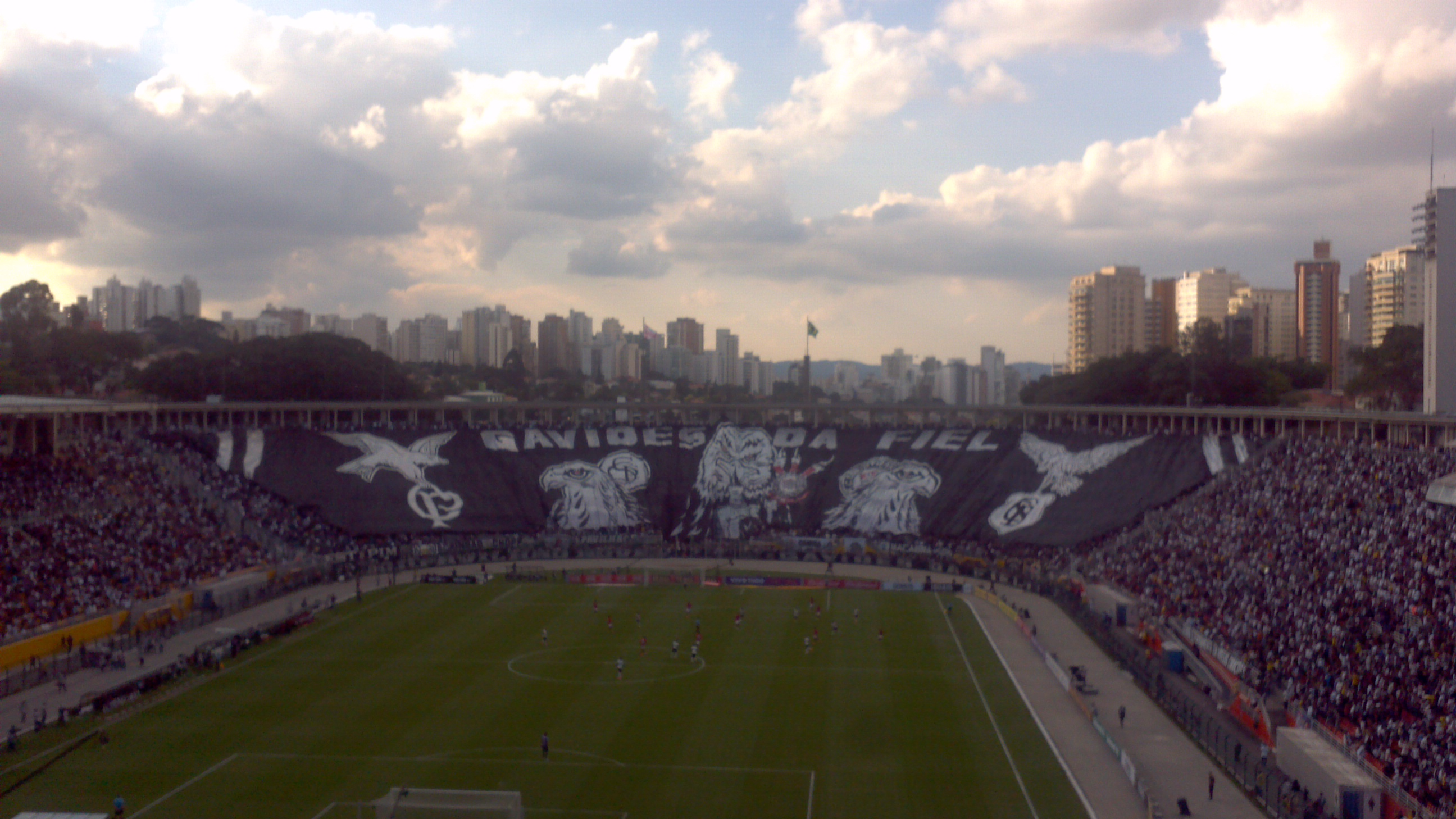
Clássico entre Corinthians e Flamengo, a última partida oficial do clube paulista realizada no Estádio do Pacaembu em 2014

A primeira partida da Seleção Brasileira no Estádio do Pacaembu foi realizada em 17 de maio de 1944. Na ocasião, a equipe derrotou a seleção do Uruguai por 4 a 0, em partida amistosa.
O estádio também já foi palco de inúmeras decisões oficiais entre clubes. No local, foram vistas decisões da Copa Libertadores da América, do Campeonato Brasileiro, da Taça Brasil e do Campeonato Paulista, entre outras competições de destaque.
O Corinthians, antes da inauguração de seu estádio próprio, fez sua última partida oficial como mandante no local em 27 de abril de 2014, vencendo o Flamengo por 2 a 0. Inclusive, o clube paulista é o time que mais atuou no Estádio do Pacaembu. A torcida sempre o considerou como sua casa, uma vez que o campo original da equipe alvinegra, o Estádio Alfredo Schürig (mais conhecido como Fazendinha ou Estádio do Parque São Jorge), concentrou numa parte do Século XX os jogos de menor relevância contra equipes do interior paulista, em virtude da capacidade limitada, enquanto o Pacaembu foi o palco da maioria dos jogos da equipe quando ela foi mandante, até a inauguração oficial da Arena Corinthians, em maio de 2014.
Em fevereiro de 1955, Corinthians e Palmeiras fizeram a partida decisiva do Campeonato Paulista de 1954. O jogo fez parte das festividades do quarto centenário da cidade de São Paulo, comemorado em 1954. O empate bastava para o Corinthians conquistar o título. Para o Palmeiras, era preciso derrotar o rival e torcer por um novo revés alvinegro na última rodada, contra o São Paulo. As equipes empataram a partida por 1 a 1, e o título foi conquistado pelo Corinthians. Depois deste título, a equipe viria a sagrar-se campeã paulista de novo somente 22 anos depois, em 1977.

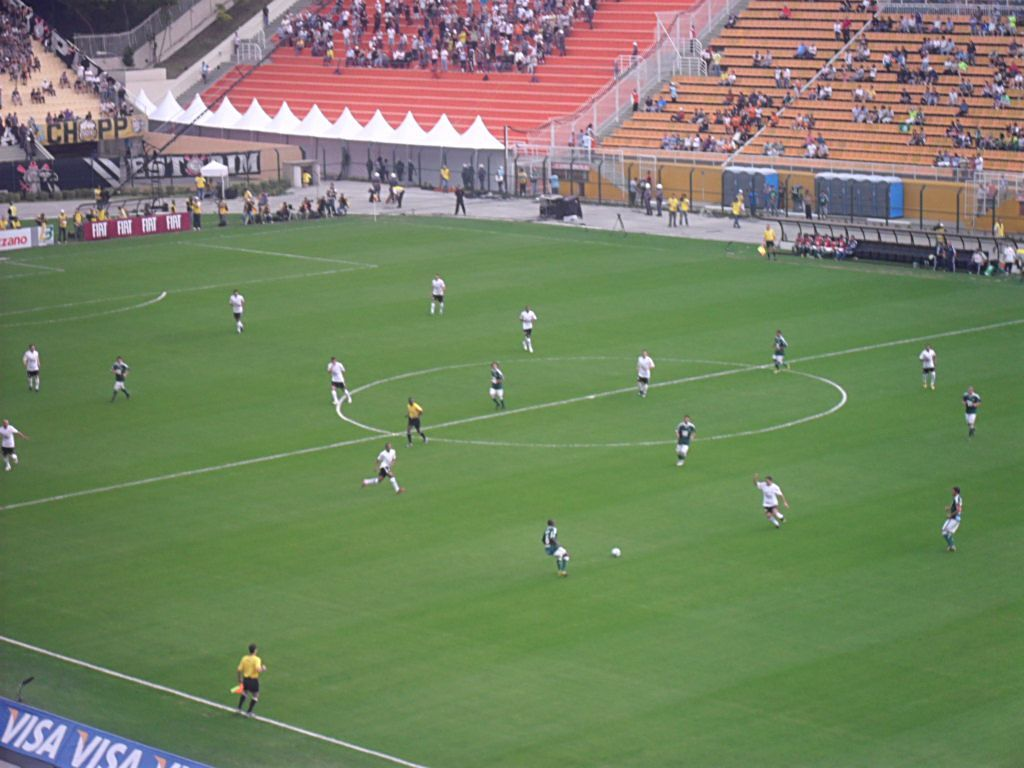
Partida entre Palmeiras e Corinthians realizada no Estádio do Pacaembu em 2010

Os rivais históricos voltariam a decidir uma competição importante no Estádio do Pacaembu em dezembro de 1994, quando foram realizadas as finais do Campeonato Brasileiro, em dois jogos. Na primeira partida, disputada no dia 15 de dezembro, o Palmeiras derrotou o Corinthians por 3 a 1. Com a abertura da grande vantagem sobre o arquirrival, o alviverde conquistou seu oitavo título do Campeonato Brasileiro no dia 18 de dezembro, depois de um empate por 1 a 1 contra o alvinegro. No ano seguinte, em dezembro, o estádio foi mais uma vez palco de uma grande decisão do futebol brasileiro quando o Santos e o Botafogo realizaram o jogo final do Campeonato Brasileiro de 1995. Depois de o Botafogo vencer a primeira partida, no Rio de Janeiro, por 2 a 1, o Santos precisava da vitória na segunda partida. Após o jogo decisivo terminar empatado por 1 a 1, a equipe carioca conquistou o título.
Em 2011, o Pacaembu viu o Corinthians sagrar-se campeão do Campeonato Brasileiro pela quinta vez, em partida disputada contra o arquirrival Palmeiras, que não tinha chances de título e já estava classificado para a Copa Sul-Americana de 2012. A equipe alvinegra era a líder da competição e precisava apenas de um empate para conseguir o título, enquanto o Vasco da Gama, segundo colocado na tabela, precisava torcer pela vitória do Palmeiras e derrotar seu arquirrival Flamengo no Estádio Engenhão para conseguir ser campeão. No Estádio do Pacaembu, Corinthians e Palmeiras fizeram um jogo tenso, com duas expulsões de cada lado, mas sem gols, enquanto Vasco e Flamengo empataram por 1 a 1 no Rio de Janeiro. Ao final de ambas as partidas, o Corinthians chegou ao seu quinto título do Campeonato Brasileiro em cima de seu maior rival, que ficou na décima primeira posição do campeonato. O Vasco, por sua vez, ficou com o vice-campeonato e o Flamengo ficou na quarta posição da tabela.

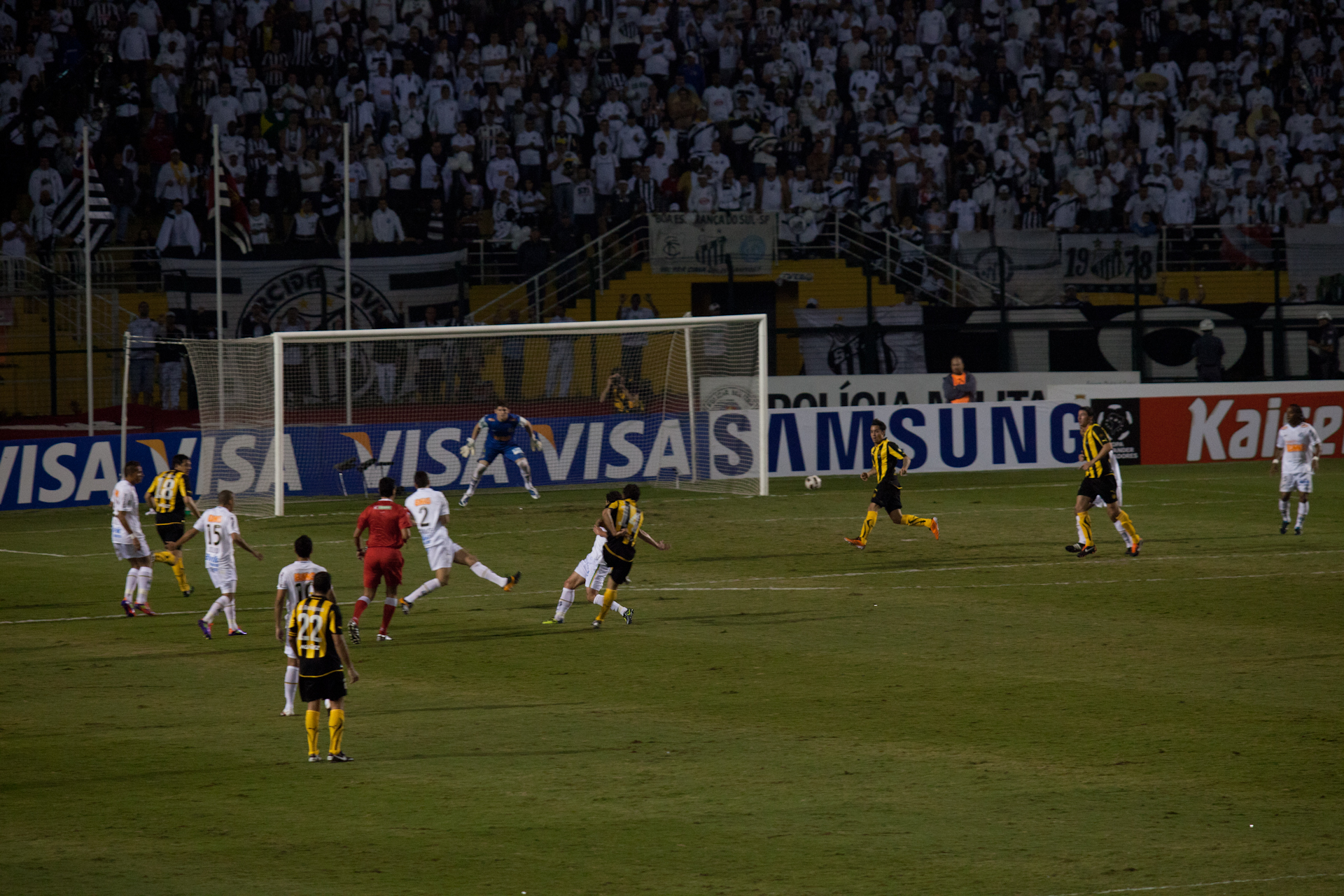
Final da Copa Libertadores da América de 2011 entre Santos e no Estádio do Pacaembu

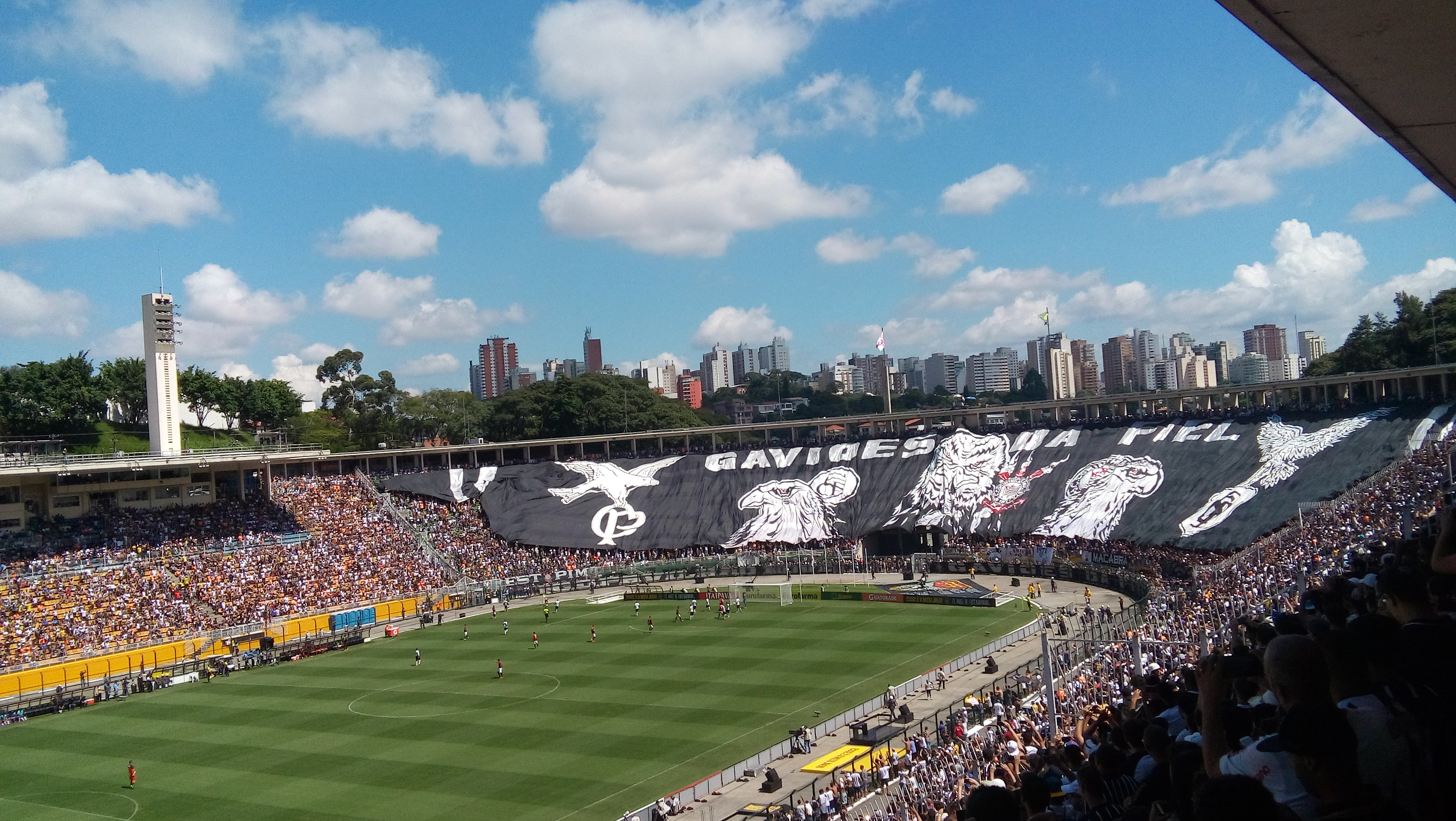
Copa São Paulo Juniores, 47° Final entre Corinthians x Flamengo

As finalíssimas das Copas Libertadores da América de 2012 e de 2011, disputadas, respectivamente, entre Corinthians e Boca Juniors, da Argentina, e entre o Santos e o Peñarol, do Uruguai, ambas com vitórias das equipes brasileiras; e as finalíssimas das Libertadores de 1961 e de 2002, disputadas, respectivamente, entre Palmeiras e Peñarol, do Uruguai, e entre o São Caetano e Olimpia, do Paraguai, com vitórias das equipes visitantes, foram as decisões internacionais de clubes mais importantes recebidas pelo Pacaembu. O jogo entre Corinthians e São Paulo, que marcou a finalíssima da Recopa Sul-Americana de 2013, com vitória por 2 a 0 e título para a equipe alvinegra, foi a mais recente decisão de uma competição internacional de futebol profissional realizada no Pacaembu.
A mais recente conquista de competição nacional no Pacaembu pertence ao Palmeiras, que, em novembro de 2013, sagrou-se campeão da Série B do Campeonato Brasileiro de 2013, após derrotar o Boa Esporte por 3 a 0, em jogo da antepenúltima rodada do torneio.Sem contar os quatro grandes clubes do Estado de São Paulo (Corinthians, Palmeiras, Santos e São Paulo), a última equipe que foi campeã no Estádio do Pacaembu foi o Ituano, em uma disputa contra o Santos, nas finais do Campeonato Paulista de 2014. Na ocasião, a equipe da cidade de Itu conquistou seu segundo título de primeira divisão, sendo o primeiro título conquistado ao vencer todos os grandes. 
Apesar de ter sido o Corinthians o clube que mais vezes realizou partidas no Estádio do Pacaembu, a equipe que mais conquistou títulos no local foi o Palmeiras, que conquistou treze títulos ali, quatro a mais que o Corinthians, que conquistou nove. Em seguida, vêm as equipes do Santos, com oito conquistas no estádio, e do São Paulo, com seis.
Além das disputas de futebol profissional, o Estádio do Pacaembu é palco tradicional das decisões da Copa São Paulo de Futebol Júnior, que é organizada pela Federação Paulista de Futebol e é o principal torneio da categoria no Brasil. Disputada desde 1969, a competição acontece tradicionalmente no início de cada ano (em algumas edições, o torneio foi realizado no mês de dezembro do ano anterior), de modo que a final seja disputada, preferencialmente, no aniversário da cidade de São Paulo, no dia 25 de janeiro.
Apesar de não ter grande tradição em receber partidas de futebol amador, o Estádio do Pacaembu ficou marcado por estabelecer um recorde na categoria. Em 18 de novembro de 2012, o estádio municipal recebeu a grande final da 15ª edição da já extinta Copa Kaiser, um dos principais torneios da história do futebol de várzea. Na ocasião, 20 260 pessoas compareceram ao Estádio Paulo Machado de Carvalho para assistir à decisão disputada entre Ajax FC, da Vila Rica, e GR Turma do Bafô, do Jardim Clímax, o que foi o maior público já registrado no futebol amador brasileiro. A medição foi feita pela empresa RankBrasil, do Paraná, especializada em fiscalizar tentativas de recordes no Brasil. Dentro de campo, o resultado foi de vitória do Ajax FC por 2 a 1 sobre o GR Turma do Bafô.

#### Rugby
Em 2015, o rugby chegou ao Pacaembu pela primeira vez na história do estádio. Em 4 de dezembro, a seleção brasileira disputou amistoso contra a Alemanha e foi derrotada pelo placar de 31 a 7. A partida contou com a presença de 10.460 torcedores. Além de representar o primeiro evento não relacionado ao futebol no estádio desde a reforma realizada em 2007, o jogo também entrou para história porque contou com o recorde de público em uma partida de rúgbi no Brasil, superando as 5 mil pessoas que foram à Arena Barueri para a final do Super 10 de 2013, entre SPAC e Pasteur. Para entrar no estádio e assistir à partida, cada torcedor teve que doar 1 kg de alimento não perecível ou um livro infantil. Após o evento histórico, o estádio voltou a ser palco do esporte para o clássico sul-americano entre Brasil e Chile, em abril de 2016. A partida, válida pelo campeonato Sul-Americano de 2016, contou com a presença de 7 270 torcedores e terminou empatada por 20 a 20. Em 2017, o Pacaembu recebeu dois jogos do Americas Rugby Championship, considerado o maior campeonato de rugby das Américas. O primeiro, realizado em 3 de fevereiro, contou com um público de pouco mais de cinco mil pessoas, que viram o Brasil bater a favorita seleção do Chile por 17 a 3. O segundo jogo, disputado em 3 de março, válido pela última rodada do campeonato, foi contra a seleção do Canadá: o público presente naquela noite pôde ver de perto uma virada histórica do time brasileiro, com placar final de 24-23.

### Outros eventos

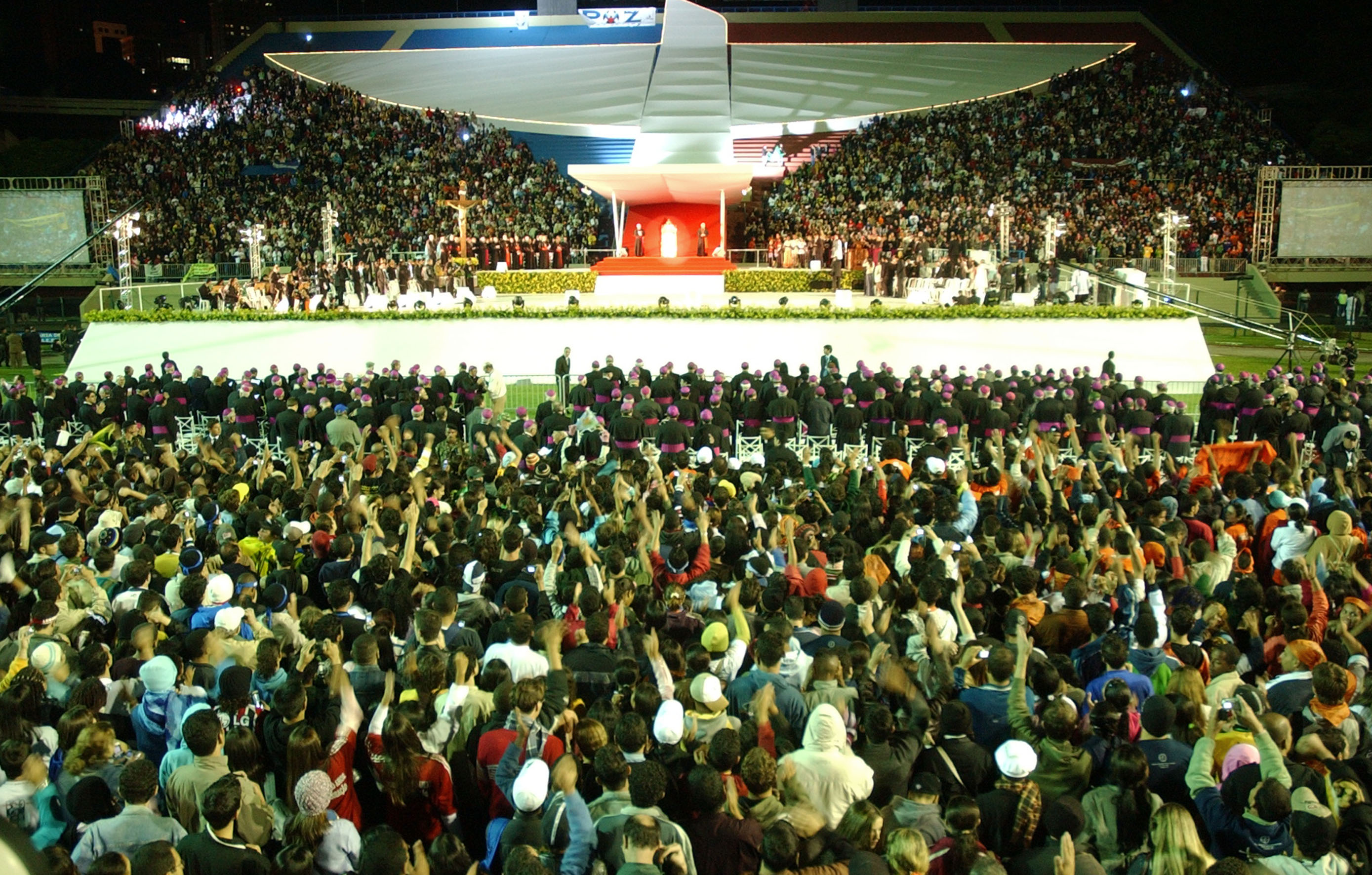
O estádio durante a visita do Papa Bento XVI, em 2007

Além de competições esportivas, o Estádio do Pacaembu já recebeu inúmeros eventos, desde missas campais, como a realizada pelo Papa Bento XVI, em 2007, até shows musicais. Dentre os eventos de músicas que passaram pelo local, destacam-se os shows realizados pelos grupos de rock The Rolling Stones, AC/DC, Iron Maiden e Pearl Jam; além de festivais, como o Monsters of Rock, realizado em 1994, 1995 e 1996. Em 1994, o tenor Luciano Pavarotti fez apresentação no local. Em 1993, foi a vez do ex-beatle Paul McCartney. Em 2002, a banda de funk rock Red Hot Chili Peppers trouxe o show da turnê By The Way para o estádio. Em 2003 reuniu 35 mil pessoas para a gravação do DVD A Festa dos Seus Sonhos do grupo Rouge.
Em 2004, a associação de moradores Viva Pacaembu moveu uma ação judicial para impedir o uso do local para eventos prejudiciais à segurança, ao sossego e à saúde, conseguindo liminar em novembro de 2005 para evitar tais eventos. Em setembro de 2010 o Tribunal de Justiça de São Paulo manteve a decisão, impedindo que o local fosse usado para shows e eventos não ligados ao esporte. Eventos extraesportivos voltaram a ocorrer no estádio em 2020 no formato drive-in, como forma de adaptação à pandemia de COVID-19. Para tanto, foi construído um espaço denominado "Go Dream", que em sua grade de eventos abrigava shows e filmes. Tal ação foi temporária e durou entre os meses de julho e setembro.
Em 22 de dezembro de 2016, o estádio sediou o evento "Ousadia × Pedalada", organizado pelos jogadores Neymar, então do Barcelona e da seleção brasileira, e Robinho, então no Atlético Mineiro. Parte da renda dos ingressos, que custavam a partir de 25 reais (meia-entrada liberada a todos que doassem um quilo de alimentos não-perecíveis — exceto sal —, que seria destinado a instituições de caridade), foi destinada ao Instituto Neymar Jr. (instituição sem fins lucrativos fundada pelo jogador de mesmo nome na cidade de Praia Grande, que atende 2 470 crianças carentes e suas famílias). O evento contou com a participação de trinta mil espectadores e uma renda de 930,6 mil reais. Além de grandes craques e ex-craques do mundo futebolístico, como Gabriel Jesus, Lucas Lima, Denilson, Kaká, Elano e Romarinho, o evento contou com a participação de outros esportistas e de artistas.
O Estádio Paulo Machado de Carvalho sedia também um evento da instituição GRAACC (Grupo de Apoio ao Adolescente e à Criança com Câncer), com uma partida de futebol repleta de vários jogadores consagrados do passado e do presente, em prol de conscientizar e mobilizar as pessoas sobre a importância do diagnóstico precoce do câncer infantil. O evento ocorre anualmente desde 2010. Sua última edição foi realizada em 14 de dezembro de 2016.